# Половников, Василий Олегович
Василий Олегович Половников (род. 28 апреля 1986 года) — российский тяжелоатлет, мастер спорта международного класса, выступавший в весовых категориях до 85 кг, до 94 кг и до 105 кг, серебряный призёр чемпионата Европы 2008 года в весовой категории до 85 кг, чемпион России 2009 года в весовой категории до 94 кг, серебряный призёр чемпионата России 2014 года в весовой категории до 105 кг

## Карьера
Воспитанник тырныаузской школы тяжёлой атлетики.
Чемпион Европы среди юношей (2003), чемпион Европы среди юниоров (2005, 2006), вице-чемпион мира среди юниоров (2006).
На чемпионате Европы 2008 года стал серебряным призёром в категории до 85 кг с результатом 168 + 205 = 373 кг.
На чемпионате России 2009 года не только стал чемпионом в категории до 94 кг, но и установил рекорд России.
В конце 2009 года был дисквалифицирован на 2 года за применение метандростенолона.
На чемпионате России 2014 года стал вторым.
Лучшие результаты
Соревновательные:
Рывок 190 кг
Толчок 226 кг
На тренировке:
Рывок 200 кг
Толчок 230 кг
Приседание со штангой на плечах 360 кг
Становая тяга штанги толчковая 350 кг
Жим штанги лёжа 210 кг
Протяжка рывковая 150 кг